# Кубок Вірменії з футболу 2010
Кубок Вірменії з футболу 2010 — 19-й розіграш кубкового футбольного турніру у Вірменії. Володарем кубка вп'яте став Пюнік.

## Чвертьфінали
Перші матчі відбулися 23-24 березня, а матчі-відповіді — 6-7 квітня 2010 року.
| Команда 1         | Заг. | Команда 2 | 1-й матч | 2-й матч |
| ----------------- | ---- | --------- | -------- | -------- |
| Гандзасар (Капан) | 1:3  | Уліссес   | 1:1      | 0:2      |
| Пюнік             | 2:0  | Імпульс   | 1:0      | 1:0      |
| Ширак             | 0:4  | Бананц    | 0:1      | 0:3      |
| Міка              | 4:0  | Кілікія   | 3:0      | 1:0      |

## Півфінали
Перші матчі відбулися 13 і 14 квітня, а матчі-відповіді — 20 і 21 квітня 2010 року.
| Команда 1 | Заг. | Команда 2 | 1-й матч | 2-й матч |
| --------- | ---- | --------- | -------- | -------- |
| Уліссес   | 0:3  | Пюнік     | 0:2      | 0:1      |
| Бананц    | 3:1  | Міка      | 1:1      | 2:0      |

## Фінал
| 10 травня 2010 17:00 (CET) |

| Пюнік                                      | 4:0      | Бананц |
| ------------------------------------------ | -------- | ------ |
| Маноян 16' Піззеллі 35' Казарян 45+3', 70' | Протокол |        |

| Республіканський стадіон імені Вазгена Саркісяна, Єреван Глядачів: 8 000 Арбітр: Арарат Джагарян |